# Beatrice di Falkenburg
Beatrice di Falkenburg (1254 (circa) – Oxford, 17 ottobre 1277) fu la terza moglie di Riccardo di Cornovaglia e quindi, nominalmente, regina consorte dei Romani, Beatrice era appena quindicenne, mentre il marito era sessantenne. A dispetto della differenza di età Beatrice gli sopravvisse di soli cinque anni.

## Biografia
Beatrice di Falkenburg nacque attorno al 1254 da Teodorico II di Heinsberg e di Falkenburg (1221-18 ottobre 1268) e Berta di Limburgo (1225 circa-20 aprile 1254) in una famiglia appartenente all'aristocrazia renana. Il padre di Beatrice era stato un leale sostenitore di Riccardo di Cornovaglia che, a seguito delle proprie pretese sulla corona del Sacro Romano Impero, era stato incoronato ad Aquisgrana. Suo zio paterno Engelberto II di Falkenburg, arcivescovo di Colonia, non era particolarmente affezionato alla causa di Riccardo, venne comunque arrestato durante i tumulti che seguirono l'elezione di Riccardo in contrapposizione a quella di Alfonso X di Castiglia, che era stato eletto dai rappresentanti di Sassonia, Brandeburgo e Treviri, e quando Riccardo decise di liberarlo se ne conquistò la gratitudine.
Nell'ottobre 1268 Riccardo decise di invadere Colonia insieme a Teodorico ed Engelberto, il primo rimase ucciso negli scontri e il secondo venne imprigionato. Durante questo conflitto l'ormai anziano Riccardo rimase conquistato da Beatrice che era rinomata per la propria bellezza e questi, preoccupato per la sua incolumità, la mandò presso lo zio Filippo di Bolanden-Hohenfels cominciando a negoziare il proprio matrimonio con lei. I due si sposarono presso la città di Kaiserslautern il 16 giugno 1269 e Beatrice divenne quindi regina consorte dei Romani. Con il padre morto e lo zio imprigionato Beatrice non costituiva un'alleanza politica appetibile e pare probabile che Riccardo l'abbia sposata, era la sua terza moglie, spinto dall'attrazione che provava per lei. Il cronista Thomas Wykes (1222-1293 circa) non mancò comunque di sottolinearne un aspetto importante, Beatrice era tedesca e questo avrebbe avvicinato Riccardo, inglese, al suo popolo e al suo regno.
Giacché da Roma non giungeva nessun invito per la loro incoronazione Riccardo decise di mostrare alla moglie i possedimenti che aveva in Inghilterra. I due arrivarono a Dover il 3 agosto 1269, non sarebbero più tornati in Germania. Riccardo morì il 2 aprile 1272 senza che avessero avuto figli. Riccardo venne sepolto vicino alla seconda moglie Sancha di Provenza, ma Beatrice aveva previsto di seppellirne il cuore presso l'edificio gestito dai Francescani chiamato Greyfriars. Dopo la morte del marito Beatrice tenne un profilo estremamente riservato, suo cognato Enrico III d'Inghilterra che suo figlio Edoardo I d'Inghilterra le mandarono diversi doni. Col tempo Beatrice ebbe degli scontri con il figliastro Edmondo a proposito della dote di Sancha, ma nel febbraio 1276 i rapporti erano stati riappianati.
Di Beatrice esiste un ritratto in una vetrata attualmente parte della Burrell Collection a Glasgow.
Beatrice morì il 17 ottobre 1277 e venne sepolta accanto al marito come regina di Germania.